# Dylan Woodhead
Dylan Woodhead (San Anselmo, 25 de setembro de 1998) é um jogador de polo aquático estadunidense.

## Carreira
Dylan Woodhead se formou na Universidade de Stanford em 2020, onde também atuou no time esportivo. Em 2024, Woodhead jogou profissionalmente na Grécia. Ele foi membro da equipe dos EUA no Campeonato Mundial Juvenil de 2016 e no Campeonato Mundial Júnior de 2017.
A partir de 2018, Woodhead jogou na seleção dos EUA. Nos Jogos Olímpicos de 2021 em Tóquio, Woodhead e sua equipe perderam por 8–12 para os espanhóis nas quartas de final. A equipe alcançou a sexta colocação nos jogos de colocação. A equipe também ficou em sexto lugar no Campeonato Mundial de 2022 em Budapeste.
Na Copa do Mundo de 2023, em Fukuoka, a seleção dos Estados Unidos ficou em sétimo lugar. Três meses depois, nos Jogos Pan-Americanos de 2023, a seleção norte-americana venceu à frente dos brasileiros. Na vitória por 28 a 2 nas quartas de final contra o Chile, Dylan Woodhead marcou um gol e seu irmão Quinn Woodhead marcou duas vezes. Em 2024, a seleção dos EUA terminou apenas em nono lugar na Copa do Mundo. Nos Jogos Olímpicos de Verão de 2024, em Paris, conquistou a medalha de bronze no torneio masculino do polo aquático, após vencer confronto contra a equipe húngara por 11–8 na disputa pelo terceiro lugar.